# Pipile
Genre
Pipile est un genre d'oiseaux de la famille des Cracidae. Ses espèces sont parfois placées dans le genre Aburria, qui ne compte sinon que la Pénélope aburri.

## Liste d'espèces
Selon la classification de référence du Congrès ornithologique international (version 15.1, 2025) :
- Pipile pipile (Jacquin, 1784) – Pénélope siffleuse ;
- Pipile cumanensis (Jacquin, 1784) – Pénélope à gorge bleue ;
- Pipile grayi (Pelzeln, 1870) – Pénélope de Gray ;
- Pipile cujubi (Pelzeln, 1858) – Pénélope cujubi ;
- Pipile jacutinga (Spix, 1825) – Pénélope à front noir.

## Répartition
Les espèces de ce genre se rencontrent en Amérique du Sud, principalement autour du Brésil.